# Ella Freeman Sharpe
Pour les articles homonymes, voir Sharpe.
Ella Freeman Sharpe, née le 22 février 1875 à Haverhill (Suffolk) et morte le 1er juin 1947 à Londres, est une psychanalyste britannique. Elle est une figure de premier plan des débuts de la psychanalyse en Grande-Bretagne et a participé à la formation de la première génération d'analystes britanniques.

## Biographie
Ella Sharpe perd son père, dont elle partageait l'intérêt pour le théâtre de Shakespeare, quand elle est adolescente et c'est à elle qu'il revient de soutenir sa famille. Elle étudie la littérature, le théâtre et la poésie à l'université de Nottingham et devient professeur de littérature anglaise dans l'enseignement secondaire. Elle est ensuite codirectrice et professeure d'anglais à l'institut de formation des enseignants de Hucknall (1904-1916). Durant la Première Guerre mondiale, elle est atteinte de dépression et elle consulte en 1917 à la Medico-Psychological Clinic de Brunswick Square, où elle est suivie par Jessie Murray, médecin et cofondatrice de la clinique et James Glover. Elle se forme ensuite auprès de James Glover, et devient son assistante en 1920. Elle fait une analyse à Berlin, avec Hanns Sachs, puis à son retour, est acceptée, d'abord membre associée, puis en 1923 comme « full member » à la Société britannique de psychanalyse. Elle s'occupe de la formation des candidats analystes, et donne des conférences sur la technique, publiées dans l'International Journal of Psycho-analysis. Elle est influencée par les travaux de Melanie Klein dans les années 1920 et 1930,.
Elle est élue au comité de formation à plusieurs reprises, et dirige l'Institut de psychanalyse de la Société britannique au moment des controverses scientifiques, auxquelles elle participe activement. Elle y présente quatre contributions, notamment un texte portant sur la technique et la formation et se montre soucieuse d'éviter les scissions au sein de la Société. Elle adopte ensuite une position plus en retrait à l'égard du groupe kleinien, et s'aligne sur la position plus nuancée du groupe des indépendants, au sein de la société de psychanalyse.

## La symbolique dans la sublimation
Elle a publié en 1937, en référence au travail de Freud sur l'interprétation du rêve, un manuel de psychanalyse intitulé Dream analysis. Cet ouvrage qui établit le point de vue de Sharpe sur le rêve, a été vu comme établissant un pont entre Freud et Jacques Lacan, L'intérêt qu'elle a porté au rôle du symbolisme dans la vie et dans la psychanalyse a pu la faire apparaître comme un précurseur de Jacques Lacan qui a d'ailleurs rendu hommage dans les Écrits, à Ella Sharpe et « ses très pertinentes remarques » et à « l'exigence de celle-ci que l'analyste se familiarise avec toutes les branches du savoir ». Cependant, son sens du concret, le corps et le matériau sous-jacent à la sublimation et à la symbolique  la différencie de l'orientation lacanienne plus tournée vers le langage. Elle a également publié une étude psychanalytique de Francis Thompson, où elle analyse sa crainte de se séparer de sa mère et son identification avec celle-ci.

## Publications
- L'Impatience de Hamlet, in Ernest Jones, Hamlet et Œdipe, Paris, Gallimard, 1967 (Première publication du texte en anglais dans The International Journal of Psychoanalysis, 1929).
- Dream analysis. A practical handbook for psycho-analysts, 1937, London: Karnac, 1988.
- Fatherless children; a contribution to the understanding of their needs, avec Susan Isaacs et Joan Riviere, London, Pouskin Press, 1945, coll. « New education fellowship monograph », no 2.
- Collected Papers, London, 1950.
- Certain Aspects of Sublimation and Delusion, International Journal of PsychoAnalysis, 1930.
- The Technique of Psychoanalysis, International Journal of Psycho-Analysis, 1930/31[14].
- Similar and Divergent Unconscious Determinants Underlying the Sublimation of Pure art and Pure Science, The International Journal of Psychoanalysis, 16, 186-202 (Collected Papers on Psycho-analysis, p. 137-154, London, Hogarth Press, 1950).